# Font de llum sincrotró
Una font de llum sincrotró és una font de radiació electromagnètica, anomenada llum de sincrotró, produïda per un accelerador sincrotró en accelerar un feix d'electrons a una velocitat propera a la de la llum en una òrbita tancada. Aquesta llum sincrotró, generalment produïda per un tipus de sincrotrons especialitzats, els anells d'emmagatzematge, s'utilitza en experiments i mesures en molts camps de la ciència i la tècnica. Un cop la llum de sincrotró ha estat generada, es filtra i dirigeix d'acord amb les necessitats de l'experiment en les estacions experimentals anomenades línies de llum.
Les fonts de llum sincrotró, per tant, consisteixen en un conjunt d'acceleradors que mantenen els electrons generant la llum de sincrotró, unes línies de llum que modifiquen els feixos de llum per adapta-los a les necessitats específiques als experiments a què estan dedicades, i un conjunt de laboratoris auxiliars que permeten tractar les mostres dels experiments o adequar o reparar la instrumentació de tota la instal·lació.